# Sudharmono
Sudharmono (ur. 12 marca 1927 w Gresik, zm. 25 stycznia 2006 w Dżakarcie) – indonezyjski polityk, wiceprezydent Indonezji, wojskowy.

## Życiorys
Był bliskim współpracownikiem wieloletniego prezydenta Indonezji Suharto. W armii doszedł do stopnia generała-porucznika. Pełnił m.in. funkcję sekretarza stanu (1973–1988) i przewodniczącego rządzącej partii Golkar (1983–1988). W marcu 1988 został powołany na stanowisko wiceprezydenta, zastępując Umara Wirahadikusumaha; Doradcze Zgromadzenie Ludowe wybrało go na to stanowisko po rezygnacji z kandydowania szefa muzułmańskiej Zjednoczonej Partii na Rzecz Rozwoju Jailaniego Naro. Pełnił funkcję wiceprezydenta przez pięcioletnią kadencję, w 1993 został zastąpiony przez Try Sutrisno. 
Zmarł w styczniu 2006 po długiej chorobie. Żonaty, miał troje dzieci.